# Bombylius elbayensis
Bombylius elbayensis är en tvåvingeart som beskrevs av Efflatoun 1945. Bombylius elbayensis ingår i släktet Bombylius och familjen svävflugor.
Artens utbredningsområde är Egypten. Inga underarter finns listade i Catalogue of Life.